# Vetra (metropolitana di Milano)
Vetra è una stazione della linea M4 della metropolitana di Milano.

## Storia
Il 1º febbraio 2015 sono state consegnate le aree per un successivo inizio dei lavori al consorzio di imprese che ha realizzato l'opera.
Il 27 agosto 2015 sono iniziati i lavori di costruzione veri e propri, con la modifica della viabilità di superficie. La stazione è stata inaugurata il 12 ottobre 2024, in concomitanza con l'apertura dell'intera linea M4.

## Interscambi
È una stazione di interscambio con il tram 3.

## Servizi
La stazione dispone di:
- Accessibilità per portatori di handicap
- Ascensori
- Scale mobili
- Emettitrice automatica biglietti
- Stazione videosorvegliata
- Servizi igienici